# آفونسو پاترائو
آفونسو پاترائو کروز (پرتغالی: Afonso Patrão Cruz؛ زادهٔ ۳ فوریهٔ ۲۰۰۷) بازیکن فوتبال اهل پرتغال است که در حال حاضر برای براگا در پست مهاجم نوک بازی می‌کند.

## دوران باشگاهی
آفونسو پاترائو که در پووئا ده لانهو در پرتغال به دنیا آمد، محصول آکادمی براگا است. او نخستین قرارداد حرفه‌ای خود را در تابستان ۲۰۲۳ امضا کرد و در تیم‌های پایه باشگاه عملکرد درخشانی داشت.

## دوران ملی
پاترائو به تیم ملی زیر ۱۷ سال پرتغال برای حضور در جام ملت‌های اروپا زیر ۱۷ سال که در مه و ژوئن ۲۰۲۴ برگزار شد دعوت شد. پرتغال با پیروزی مقابل صربستان (۳–۲) به فینال رقابت‌ها راه یافت.

## افتخارات
پرتغال زیر ۱۷ سال
- جام ملت‌های اروپا
  - نایب‌قهرمان: ۲۰۲۴